# پدی گری
پدی گری (انگلیسی: Paddy Gray؛ زادهٔ ۴ دسامبر ۱۸۷۲) بازیکن فوتبال است.
از باشگاه‌هایی که در آن بازی کرده‌است می‌توان به باشگاه فوتبال لیورپول، باشگاه فوتبال فولام، و باشگاه فوتبال گریمزبی تاون اشاره کرد.